# 酒石酸カルシウム
酒石酸カルシウム(しゅせきさんカルシウム、Calcium tartrate)は、ワイン生産の副産物であり、ワインの発酵屑から得られる。熟したブドウに最も多く含まれる酒石酸のカルシウム塩である。低温では溶解度が低下し、その結果、沈殿物として、白色（赤ワインではしばしば赤色）結晶塊が形成される。保存料や酸調整剤としても用いられる。酒石酸と同様に、酒石酸カルシウムは2つの非対称炭素を持つため、2つのキラル異性体と非キラル異性体（メソ体）を持つ。生物起源の酒石酸カルシウムの多くは、左旋性の(-)異性体である。